# 国際連合安全保障理事会理事国の一覧
本稿では、国際連合安全保障理事会理事国の一覧（こくさいれんごうあんぜんほしょうりじかいりじこくのいちらん）を掲載する。

## 現在の理事国

安保理常任理事国
2023年の非常任理事国

常任理事国
| 国名     | 地域グループ                 | 常任理事国になった年                                                                        |
| -------- | ---------------------------- | ------------------------------------------------------------------------------------------- |
| 中国     | アジア太平洋グループ         | 1945年-1971年は中華民国が常任理事国であった。1971年に常任理事国になった。                   |
| フランス | 西ヨーロッパ・その他グループ | 1945年に常任理事国になった。                                                                |
| ロシア   | 東ヨーロッパグループ         | 1945年-1991年はソビエト社会主義共和国連邦が常任理事国であった。1991年に常任理事国になった。 |
| イギリス | 西ヨーロッパ・その他グループ | 1945年に常任理事国になった。                                                                |
| アメリカ | 西ヨーロッパ・その他グループ | 1945年に常任理事国になった。                                                                |

非常任理事国
| 国名         | 地域グループ                     | 任期                          |
| ------------ | -------------------------------- | ----------------------------- |
| アルジェリア | アフリカグループ                 | 2024年1月1日 - 2025年12月31日 |
| デンマーク   | 西ヨーロッパ・その他グループ     | 2025年1月1日 - 2026年12月31日 |
| ギリシャ     | 東ヨーロッパグループ             | 2025年1月1日 - 2026年12月31日 |
| ガイアナ     | ラテンアメリカ・カリブ海グループ | 2024年1月1日 - 2025年12月31日 |
| パキスタン   | アジア太平洋グループ             | 2025年1月1日 - 2026年12月31日 |
| パナマ       | ラテンアメリカ・カリブ海グループ | 2025年1月1日 - 2026年12月31日 |
| 韓国         | アジア太平洋グループ             | 2024年1月1日 - 2025年12月31日 |
| シエラレオネ | アフリカグループ                 | 2024年1月1日 - 2025年12月31日 |
| スロベニア   | 東ヨーロッパグループ             | 2024年1月1日 - 2025年12月31日 |
| ソマリア     | アフリカグループ                 | 2025年1月1日 - 2026年12月31日 |

## 常任理事国の一覧
| 年        | アジア太平洋   | 東欧         | 西欧その他 | 西欧その他 | 西欧その他     |
| --------- | -------------- | ------------ | ---------- | ---------- | -------------- |
| 1946-1971 | 中華民国       | ソビエト連邦 | フランス   | イギリス   | アメリカ合衆国 |
| 1971-1991 | 中華人民共和国 | ソビエト連邦 | フランス   | イギリス   | アメリカ合衆国 |
| 1991-     | 中華人民共和国 | ロシア       | フランス   | イギリス   | アメリカ合衆国 |

## 非常任理事国の一覧

### 1946年–1965年
| 年   | 中南米       | 中南米       | 英連邦           | 東欧およびアジア | 中東             | 西欧その他   |
| ---- | ------------ | ------------ | ---------------- | ---------------- | ---------------- | ------------ |
| 1946 | ブラジル     | メキシコ     | オーストラリア   | ポーランド       | エジプト王国     | オランダ     |
| 1947 | ブラジル     | コロンビア   | オーストラリア   | ポーランド       | シリア           | ベルギー     |
| 1948 | アルゼンチン | コロンビア   | カナダ           | ウクライナ       | シリア           | ベルギー     |
| 1949 | アルゼンチン | キューバ     | カナダ           | ウクライナ       | エジプト王国     | ノルウェー   |
| 1950 | エクアドル   | キューバ     | インド           | ユーゴスラビア   | エジプト王国     | ノルウェー   |
| 1951 | エクアドル   | ブラジル     | インド           | ユーゴスラビア   | トルコ           | オランダ     |
| 1952 | チリ         | ブラジル     | パキスタン       | ギリシャ         | トルコ           | オランダ     |
| 1953 | チリ         | コロンビア   | パキスタン       | ギリシャ         | レバノン         | デンマーク   |
| 1954 | ブラジル     | コロンビア   | ニュージーランド | トルコ           | レバノン         | デンマーク   |
| 1955 | ブラジル     | ペルー       | ニュージーランド | トルコ           | イラン           | ベルギー     |
| 1956 | キューバ     | ペルー       | オーストラリア   | ユーゴスラビア   | イラン           | ベルギー     |
| 1957 | キューバ     | コロンビア   | オーストラリア   | フィリピン       | イラク王国       | スウェーデン |
| 1958 | パナマ       | コロンビア   | カナダ           | 日本             | イラク王国       | スウェーデン |
| 1959 | パナマ       | アルゼンチン | カナダ           | 日本             | チュニジア       | イタリア     |
| 1960 | エクアドル   | アルゼンチン | セイロン         | ポーランド       | チュニジア       | イタリア     |
| 1961 | エクアドル   | チリ         | セイロン         | トルコ           | アラブ連合共和国 | リベリア     |
| 1962 | ベネズエラ   | チリ         | ガーナ           | ルーマニア       | アラブ連合共和国 | アイルランド |
| 1963 | ベネズエラ   | ブラジル     | ガーナ           | フィリピン       | モロッコ         | ノルウェー   |
| 1964 | ボリビア     | ブラジル     | コートジボワール | チェコスロバキア | モロッコ         | ノルウェー   |
| 1965 | ボリビア     | ウルグアイ   | コートジボワール | マレーシア       | ヨルダン         | オランダ     |

### 1966年–現在
| 年   | アジア太平洋           | アジア太平洋       | アフリカ              | アフリカ           | アフリカ            | 中南米                                 | 中南米               | 西欧その他        | 西欧その他         | 東欧                     |
| ---- | ---------------------- | ------------------ | --------------------- | ------------------ | ------------------- | -------------------------------------- | -------------------- | ----------------- | ------------------ | ------------------------ |
| 1966 | 日本                   | ヨルダン           | ナイジェリア          | マリ               | ウガンダ            | アルゼンチン                           | ウルグアイ           | オランダ          | ニュージーランド   | ブルガリア               |
| 1967 | 日本                   | インド             | ナイジェリア          | マリ               | エチオピア          | アルゼンチン                           | ブラジル             | カナダ            | デンマーク         | ブルガリア               |
| 1968 | パキスタン             | インド             | アルジェリア          | セネガル           | エチオピア          | パラグアイ                             | ブラジル             | カナダ            | デンマーク         | ハンガリー               |
| 1969 | パキスタン             | ネパール           | アルジェリア          | セネガル           | ザンビア            | パラグアイ                             | コロンビア           | スペイン          | フィンランド       | ハンガリー               |
| 1970 | シリア                 | ネパール           | シエラレオネ          | ブルンジ           | ザンビア            | ニカラグア                             | コロンビア           | スペイン          | フィンランド       | ポーランド               |
| 1971 | シリア                 | 日本               | シエラレオネ          | ブルンジ           | ソマリア            | ニカラグア                             | アルゼンチン         | イタリア          | ベルギー           | ポーランド               |
| 1972 | インド                 | 日本               | ギニア                | スーダン           | ソマリア            | パナマ                                 | アルゼンチン         | イタリア          | ベルギー           | ユーゴスラビア           |
| 1973 | インド                 | インドネシア       | ギニア                | スーダン           | ケニア              | パナマ                                 | ペルー               | オーストラリア    | オーストリア       | ユーゴスラビア           |
| 1974 | イラク                 | インドネシア       | カメルーン            | モーリタニア       | ケニア              | コスタリカ                             | ペルー               | オーストラリア    | オーストリア       | 白ロシア                 |
| 1975 | イラク                 | 日本               | カメルーン            | モーリタニア       | タンザニア          | コスタリカ                             | ガイアナ             | イタリア          | スウェーデン       | 白ロシア                 |
| 1976 | パキスタン             | 日本               | ベナン                | リビア             | タンザニア          | パナマ                                 | ガイアナ             | イタリア          | スウェーデン       | ルーマニア               |
| 1977 | パキスタン             | インド             | ベナン                | リビア             | モーリシャス        | パナマ                                 | ベネズエラ           | カナダ            | 西ドイツ           | ルーマニア               |
| 1978 | クウェート             | インド             | ガボン                | ナイジェリア       | モーリシャス        | ボリビア                               | ベネズエラ           | カナダ            | 西ドイツ           | チェコスロバキア         |
| 1979 | クウェート             | バングラデシュ     | ガボン                | ナイジェリア       | ザンビア            | ボリビア                               | ジャマイカ           | ノルウェー        | ポルトガル         | チェコスロバキア         |
| 1980 | フィリピン             | バングラデシュ     | チュニジア            | ニジェール         | ザンビア            | メキシコ                               | ジャマイカ           | ノルウェー        | ポルトガル         | 東ドイツ                 |
| 1981 | フィリピン             | 日本               | チュニジア            | ニジェール         | ウガンダ            | メキシコ                               | パナマ               | アイルランド      | スペイン           | 東ドイツ                 |
| 1982 | ヨルダン               | 日本               | ザイール              | トーゴ             | ウガンダ            | ガイアナ                               | パナマ               | アイルランド      | スペイン           | ポーランド               |
| 1983 | ヨルダン               | パキスタン         | ザイール              | トーゴ             | ジンバブエ          | ガイアナ                               | ニカラグア           | オランダ          | マルタ             | ポーランド               |
| 1984 | インド                 | パキスタン         | エジプト              | ブルキナファソ     | ジンバブエ          | ペルー                                 | ニカラグア           | オランダ          | マルタ             | ウクライナ               |
| 1985 | インド                 | タイ               | エジプト              | ブルキナファソ     | マダガスカル        | ペルー                                 | トリニダード・トバゴ | オーストラリア    | デンマーク         | ウクライナ               |
| 1986 | アラブ首長国連邦       | タイ               | ガーナ                | コンゴ人民共和国   | マダガスカル        | ベネズエラ                             | トリニダード・トバゴ | オーストラリア    | デンマーク         | ブルガリア               |
| 1987 | アラブ首長国連邦       | 日本               | ガーナ                | コンゴ人民共和国   | ザンビア            | ベネズエラ                             | アルゼンチン         | イタリア          | 西ドイツ           | ブルガリア               |
| 1988 | ネパール               | 日本               | アルジェリア          | セネガル           | ザンビア            | ブラジル                               | アルゼンチン         | イタリア          | 西ドイツ           | ユーゴスラビア           |
| 1989 | ネパール               | マレーシア         | アルジェリア          | セネガル           | エチオピア          | ブラジル                               | コロンビア           | カナダ            | フィンランド       | ユーゴスラビア           |
| 1990 | イエメン               | マレーシア         | ザイール              | コートジボワール   | エチオピア          | キューバ                               | コロンビア           | カナダ            | フィンランド       | ルーマニア               |
| 1991 | イエメン               | インド             | ザイール              | コートジボワール   | ジンバブエ          | キューバ                               | エクアドル           | オーストリア      | ベルギー           | ルーマニア               |
| 1992 | 日本                   | インド             | カーボベルデ          | モロッコ           | ジンバブエ          | ベネズエラ                             | エクアドル           | オーストリア      | ベルギー           | ハンガリー               |
| 1993 | 日本                   | パキスタン         | カーボベルデ          | モロッコ           | ジブチ              | ベネズエラ                             | ブラジル             | スペイン          | ニュージーランド   | ハンガリー               |
| 1994 | オマーン               | パキスタン         | ナイジェリア          | ルワンダ           | ジブチ              | アルゼンチン                           | ブラジル             | スペイン          | ニュージーランド   | チェコ                   |
| 1995 | オマーン               | インドネシア       | ナイジェリア          | ルワンダ           | ボツワナ            | アルゼンチン                           | ホンジュラス         | イタリア          | ドイツ             | チェコ                   |
| 1996 | 韓国                   | インドネシア       | ギニアビサウ          | エジプト           | ボツワナ            | チリ                                   | ホンジュラス         | イタリア          | ドイツ             | ポーランド               |
| 1997 | 韓国                   | 日本               | ギニアビサウ          | エジプト           | ケニア              | チリ                                   | コスタリカ           | スウェーデン      | ポルトガル         | ポーランド               |
| 1998 | バーレーン             | 日本               | ガボン                | ガンビア           | ケニア              | ブラジル                               | コスタリカ           | スウェーデン      | ポルトガル         | スロベニア               |
| 1999 | バーレーン             | マレーシア         | ガボン                | ガンビア           | ナミビア            | ブラジル                               | アルゼンチン         | オランダ          | カナダ             | スロベニア               |
| 2000 | バングラデシュ         | マレーシア         | チュニジア            | マリ               | ナミビア            | ジャマイカ                             | アルゼンチン         | オランダ          | カナダ             | ウクライナ               |
| 2001 | バングラデシュ         | シンガポール       | チュニジア            | マリ               | モーリシャス        | ジャマイカ                             | コロンビア           | アイルランド      | ノルウェー         | ウクライナ               |
| 2002 | シリア                 | シンガポール       | カメルーン            | ギニア             | モーリシャス        | メキシコ                               | コロンビア           | アイルランド      | ノルウェー         | ブルガリア               |
| 2003 | シリア                 | パキスタン         | カメルーン            | ギニア             | アンゴラ            | メキシコ                               | チリ                 | スペイン          | ドイツ             | ブルガリア               |
| 2004 | フィリピン             | パキスタン         | アルジェリア          | ベナン             | アンゴラ            | ブラジル                               | チリ                 | スペイン          | ドイツ             | ルーマニア               |
| 2005 | フィリピン             | 日本               | アルジェリア          | ベナン             | タンザニア          | ブラジル                               | アルゼンチン         | ギリシャ          | デンマーク         | ルーマニア               |
| 2006 | カタール               | 日本               | ガーナ                | コンゴ共和国       | タンザニア          | ペルー                                 | アルゼンチン         | ギリシャ          | デンマーク         | スロバキア               |
| 2007 | カタール               | インドネシア       | ガーナ                | コンゴ共和国       | 南アフリカ          | ペルー                                 | パナマ               | イタリア          | ベルギー           | スロバキア               |
| 2008 | ベトナム               | インドネシア       | ブルキナファソ        | リビア             | 南アフリカ          | コスタリカ                             | パナマ               | イタリア          | ベルギー           | クロアチア               |
| 2009 | ベトナム               | 日本               | ブルキナファソ        | リビア             | ウガンダ            | コスタリカ                             | メキシコ             | オーストリア      | トルコ             | クロアチア               |
| 2010 | レバノン               | 日本               | ガボン                | ナイジェリア       | ウガンダ            | ブラジル                               | メキシコ             | オーストリア      | トルコ             | ボスニア・ヘルツェゴビナ |
| 2011 | レバノン               | インド             | ガボン                | ナイジェリア       | 南アフリカ          | ブラジル                               | コロンビア           | ドイツ            | ポルトガル         | ボスニア・ヘルツェゴビナ |
| 2012 | パキスタン             | インド             | トーゴ                | モロッコ           | 南アフリカ          | グアテマラ                             | コロンビア           | ドイツ            | ポルトガル         | アゼルバイジャン         |
| 2013 | パキスタン             | 韓国               | トーゴ                | モロッコ           | ルワンダ            | グアテマラ                             | アルゼンチン         | オーストラリア    | ルクセンブルク     | アゼルバイジャン         |
| 2014 | ヨルダン               | 韓国               | チャド                | ナイジェリア       | ルワンダ            | チリ                                   | アルゼンチン         | オーストラリア    | ルクセンブルク     | リトアニア               |
| 2015 | ヨルダン               | マレーシア         | チャド                | ナイジェリア       | アンゴラ            | チリ                                   | ベネズエラ           | ニュージーランド  | スペイン           | リトアニア               |
| 2016 | 日本(21,22)            | マレーシア         | エジプト(9,10)        | セネガル           | アンゴラ            | ウルグアイ                             | ベネズエラ           | ニュージーランド  | スペイン           | ウクライナ               |
| 2017 | 日本(21,22)            | カザフスタン(初,2) | エジプト(9,10)        | セネガル           | エチオピア(7,8)     | ウルグアイ                             | ボリビア(7,8)        | イタリア(13)      | スウェーデン(9,10) | ウクライナ               |
| 2018 | クウェート(3,4)        | カザフスタン(初,2) | コートジボワール(5,6) | 赤道ギニア(初,2)   | エチオピア(7,8)     | ペルー(9,10)                           | ボリビア(7,8)        | オランダ(10)      | スウェーデン(9,10) | ポーランド(10,11)        |
| 2019 | クウェート(3,4)        | インドネシア(7,8)  | コートジボワール(5,6) | 赤道ギニア(初,2)   | 南アフリカ(5,6)     | ペルー(9,10)                           | ドミニカ共和国(初,2) | ドイツ(11,12)     | ベルギー(11,12)    | ポーランド(10,11)        |
| 2020 | ベトナム(3,4)          | インドネシア(7,8)  | チュニジア(7,8)       | ニジェール(3,4)    | 南アフリカ(5,6)     | セントビンセント・グレナディーン(初,2) | ドミニカ共和国(初,2) | ドイツ(11,12)     | ベルギー(11,12)    | エストニア(初,2)         |
| 2021 | ベトナム(3,4)          | インド(15,16)      | チュニジア(7,8)       | ニジェール(3,4)    | ケニア（5,6）       | セントビンセント・グレナディーン(初,2) | メキシコ (8,9)       | ノルウェー (9,10) | アイルランド (6,7) | エストニア(初,2)         |
| 2022 | アラブ首長国連邦 (3,4) | インド(15,16)      | ガーナ (7,8)          | ガボン (7,8)       | ケニア（5,6）       | ブラジル（21,22）                      | メキシコ (8,9)       | ノルウェー (9,10) | アイルランド (6,7) | アルバニア(初,2)         |
| 2023 | アラブ首長国連邦 (3,4) | 日本（23,24）      | ガーナ (7,8)          | ガボン (7,8)       | モザンビーク (初,2) | ブラジル（21,22）                      | エクアドル(7,8)      | マルタ (3,4)      | スイス (初,2)      | アルバニア(初,2)         |
| 2024 | 韓国 (3,4)             | 日本（23,24）      | アルジェリア (7,8)    | シエラレオネ (3,4) | モザンビーク (初,2) | ガイアナ (3,4)                         | エクアドル(7,8)      | マルタ (3,4)      | スイス (初,2)      | スロベニア (3,4)         |
| 2025 | 韓国 (3,4)             | パキスタン(13)     | アルジェリア (7,8)    | シエラレオネ (3,4) | ソマリア(3)         | ガイアナ (3,4)                         | パナマ(11)           | デンマーク(9)     | ギリシャ(5)        | スロベニア (3,4)         |

## 非常任理事国に選任された年数
2024年現在、選任された年数が多い順に並べたものを記す。（現在在任中の場合は、任期満了までの年数で表示。）
| 年 | 国 |
| -- | --- |
| 24 | ［アジア］ 日本 |
| 23 | |
| 22 | ［中南米］ ブラジル |
| 21 | |
| 20 | |
| 19 | |
| 18 | ［中南米］ アルゼンチン |
| 17 | |
| 16 | ［アジア］ インド |
| 15 | |
| 14 | ［アジア］ パキスタン［中南米］ コロンビア |
| 13 | ［西欧その他］ イタリア |
| 12 | ［西欧その他］ ベルギー、 カナダ、 ドイツ（西ドイツを含む） ［中南米］ パナマ |
| 11 | |
| 10 | ［西欧その他］ オーストラリア、 スペイン、 オランダ、 スウェーデン、 ノルウェー、 デンマーク ［中南米］ チリ、 ベネズエラ、 ペルー ［アフリカ］ ナイジェリア、 エジプト（エジプト王国、アラブ連合共和国を含む） ［東欧］ ポーランド |
| 9  | |
| 8  | ［西欧その他］ デンマーク［東欧］ ウクライナ ［アジア］ インドネシア ［アフリカ］ ガーナ、 ガボン、 エチオピア、 チュニジア、 アルジェリア ［中南米］ ボリビア、 エクアドル、 メキシコ |
| 7  | ［西欧その他］ トルコ、 ニュージーランド ［アジア］ マレーシア、 シリア（アラブ連合共和国を含む） ［東欧］ ユーゴスラビア、 ルーマニア |
| 6  | ［西欧その他］ オーストリア、 アイルランド、 ポルトガル、 ギリシャ［東欧］ ブルガリア ［アジア］ フィリピン、 ヨルダン ［中南米］ キューバ、 コスタリカ ［アフリカ］ ザンビア、 セネガル、 モロッコ、 南アフリカ共和国、 コートジボワール、 ケニア |
| 5  | ［アフリカ］ ウガンダ |
| 4  | ［西欧その他］ マルタ、 フィンランド ［東欧］ ハンガリー、 スロベニア ［アジア］ イラク（イラク王国を含む）、 韓国、 ネパール、 バングラデシュ、 レバノン、 イエメン、 クウェート ［中南米］ ガイアナ、 ウルグアイ、 ジャマイカ、 ニカラグア ［アフリカ］ カメルーン、 ギニア、 コンゴ共和国（コンゴ人民共和国を含む）、 コンゴ民主共和国（旧ザイール）、 ジンバブエ、 タンザニア、 トーゴ、 ブルキナファソ、 ベナン、 マリ、 モーリシャス、 リビア、 ルワンダ、 アンゴラ、 ニジェール、 シエラレオネ、 ソマリア |
| 3  | ［東欧］ チェコスロバキア |
| 2  | ［西欧その他］ リトアニア、 ルクセンブルク、 スイス ［東欧］ アルバニア、 アゼルバイジャン、 クロアチア、 スロバキア、 チェコ、 東ドイツ、 ベラルーシ（旧白ロシア）、 ボスニア・ヘルツェゴビナ、 エストニア ［アジア］ アラブ首長国連邦、 イラン、 オマーン、 カタール、 シンガポール、 スリランカ（旧セイロン）、 タイ、 バーレーン、 ベトナム、 カザフスタン ［中南米］ グアテマラ、 トリニダード・トバゴ、 パラグアイ、 ホンジュラス、 セントビンセント・グレナディーン、 ドミニカ共和国 ［アフリカ］ アラブ連合共和国、 カーボベルデ、 ガンビア、 ギニアビサウ、 ジブチ、 スーダン、 チャド、 モザンビーク、 ナミビア、 ブルンジ、 ボツワナ、 マダガスカル、 モーリタニア、 赤道ギニア |
| 1  | ［アフリカ］ リベリア |

## 非常任理事国に選任されたことのない国
2023年現在、国連に加盟しつつも安保理非常任理事国に一度も選任されたことのない国を記す。
| 国 |
| --- |
| アイスランド、 アフガニスタン、 アルメニア、 アンティグア・バーブーダ、 アンドラ、 イスラエル、 ウズベキスタン、 エリトリア、 エルサルバドル、 カンボジア、 キプロス、 キリバス、 キルギス、 ジョージア、 グレナダ、 コモロ、 サウジアラビア、 サモア、 サントメ・プリンシペ、 サンマリノ、 スリナム、 エスワティニ、 セーシェル、 セルビア セントクリストファー・ネイビス、 セントルシア、 ソロモン諸島、 タジキスタン、 中央アフリカ、 北朝鮮、 ツバル、 ドミニカ国、 トルクメニスタン、 トンガ、 ナウル、 ハイチ、 バヌアツ、 バハマ、 パプアニューギニア、 パラオ、 バルバドス、 東ティモール、 フィジー、 ブータン、 ブルネイ、 ベリーズ、 マーシャル諸島、 北マケドニア、 マラウイ、 ミクロネシア連邦、 南スーダン、 ミャンマー、 モナコ、 モルディブ、 モルドバ、 モンゴル、 モンテネグロ、 ラオス、 ラトビア、 リヒテンシュタイン、 レソト |

## 対立により多数回投票が行われた例
- 1980年からの2年間の中南米枠を巡ってキューバとコロンビアで154回選挙しても決まらずにメキシコが立候補して当選。（1979年）
- 2007年からの2年間の中南米枠を巡ってグアテマラとベネズエラで47回選挙しても決まらずにパナマが立候補して当選。（2006年）